# María José Añón
María José Añón Roig es una abogada e investigadora española, especializada en el estudio de los derechos humanos, la teoría del derecho, el derecho antidiscriminatorio y la perspectiva de género en el ámbito jurídico. 

## Trayectoria
Añón es licenciada y doctora en Derecho por la Universidad de Valencia (UV). Su tesis doctoral, defendida en 1986 y titulada Teorías sobre las necesidades y su proyección en teoría de derechos. Especial atención al modelo de A. Heller, analiza la relación entre las necesidades humanas básicas y la fundamentación de los derechos humanos. Este trabajo fue reconocido con el premio nacional a tesis de carácter social y político del Centro de Estudios Políticos y Constitucionales en 1987.
Es catedrática de Filosofía del Derecho en la Universidad de Valencia y fue secretaria del departamento de Filosofía del Derecho de 1993 a 1998. Posteriormente, entre 1998 y 2001, fue Vicedecana de la Facultad de Derecho. También fue Directora del Instituto de Derechos Humanos de 2005 a 2010, y Secretaria General de la universidad de 2010 a 2018. Ha dirigido once tesis doctorales y ha formado parte de proyectos de investigación nacionales como el programa Prometeo para grupos de excelencia de la Generalidad Valenciana.Además, ha sido miembro de tribunales académicos y jurados en el ámbito del derecho.
Es autora de artículos, capítulos de libros y monografías sobre derechos humanos y teoría del derecho. Ha sido directora de la revista Anuario de Filosofía del Derecho (2006-2015) y de los Cuadernos Electrónicos de Filosofía del Derecho. Desde 2007, coordina la revista Teoría y Derecho. Revista de Pensamiento Jurídico y forma parte de comités editoriales y de evaluación de diversas publicaciones especializadas.
Su labor investigadora abarca temas relacionados con los derechos sociales, la igualdad y el derecho antidiscriminatorio, la violencia de género, o el acceso a la justicia y las migraciones. Sobre este aspecto, en 2024, junto a la jurista Sonia Olea Ferreras, propuso reformas legales para garantizar la efectividad de las resoluciones de los comités internacionales de derechos humanos en España, a través de una modificación de la Ley 25/2014 de Tratados. Su análisis ha destacado la falta de mecanismos específicos en el ordenamiento jurídico español para dar cumplimiento a estos dictámenes y garantizar la reparación efectiva a las víctimas.
Añón es integrante del Consejo Científico de Asociación por la Tributación de las Transacciones Financieras y la Acción Ciudadana (Attac) y participa en la evaluación de proyectos de investigación para distintas agencias. Su trayectoria académica y profesional se caracteriza por el estudio y la promoción de mecanismos para la protección y garantía de los derechos humanos, con especial atención a los colectivos en situación de vulnerabilidad y a la perspectiva de género en el ámbito jurídico.

## Obra
- 1994 – Necesidades y derechos: un ensayo de fundamentación. Editorial CEPC. ISBN 84-259-0967-8
- 2001 – Igualdad, diferencias y desigualdades. Editorial Fontamara. ISBN 968-476-385-9
- 2003 – Derechos sociales: instrucciones de uso. Editorial Fontamara. ISBN 9684764456
- 2004 – La universalidad de los derechos sociales: el reto de la inmigración. Editorial PUV. ISBN 84-8442-879-6
- 2004 – Lecciones de Derechos Sociales. Editorial Tirant lo Blanch. ISBN 84-8456-163-1
- 2012 –  Introducción a la Teoría del Derecho. Editorial Tirant lo Blanch. ISBN 978-84-9004-520-6
- 2013 – Integración y Derechos. A la búsqueda de indicadores. Editorial Icaria.  ISBN 978-84-9888-562-0

## Reconocimientos
En 1987, la tesis doctoral de María José Añón Roig titulada Teorías sobre las necesidades y su proyección en teoría de derechos. Especial atención al modelo de A. Heller recibió el premio nacional a tesis de carácter social y político del Centro de Estudios Políticos y Constitucionales.